# Repeat Performance
Repeat Performance is een Amerikaanse film noir uit 1947 onder regie van Alfred L. Werker. Destijds werd de film in Nederland uitgebracht onder de titel Klokslag twaalf.

## Verhaal
Als de actrice Sheila Page op oudejaarsavond 1946 haar man doodschiet, wendt ze zich in paniek tot haar producent John Holliday. Wanneer Sheila bij hem thuis aankomt, is het oudejaarsavond van het jaar voordien. Ze kan 1946 overdoen en haar fouten rechtzetten.

## Rolverdeling
| Acteur           | Personage        |
| ---------------- | ---------------- |
| Louis Hayward    | Barney Page      |
| Joan Leslie      | Sheila Page      |
| Virginia Field   | Paula Costello   |
| Tom Conway       | John Friday      |
| Richard Basehart | William Williams |
| Natalie Schafer  | Eloise Shaw      |
| Benay Venuta     | Bess Michaels    |
| Ilka Grüning     | Mattie           |